# 저격자 (1988년 영화)
《저격자》(The Bourne Identity)는 1988년 미국 ABC 채널에서 방영된 액션 스릴러 텔레비전 영화이다. 로버트 러들럼의 스파이 소설 《본 아이덴티티》를 바탕으로 하고 있다. 텔레비전에서는 잃어버린 얼굴이란 제목으로 방영했다.

## 줄거리
밤, 거센 폭풍우 속 배의 갑판에서 한 남자가 두 발의 총상을 입는다. 부상당한 남자는 지중해로 뛰어들고, 결국 남프랑스 연안의 한 어촌에 떠밀려온다. 두 명의 어부가 그를 지역 의사이자 은퇴한 외과 의사에게 데려가고, 그는 그를 건강하게 회복시킨다. 그는 여러 언어에 능통하고, 전투 능력이 뛰어나며, 위험한 상황에 적응하는 능력이 있다는 것을 알게 되지만, 머리에 총상을 입고 살아남은 후 기억상실에 걸려 과거에 대한 기억이 없다. 그는 기계 속 유령처럼 단편적인 기억과 악몽에 시달리며 암살자들에게 쫓긴다.
외과적으로 이식된 마이크로필름에 스위스 은행 계좌 번호가 담겨 있다는 단서를 따라 그는 취리히로 향한다. 그곳에서 그는 1,500만 달러를 소유하고 있으며, 대여금고에서 거액의 돈과 여러 여권, 그리고 제이슨 본이라는 이름을 찾아낸다. 그러나 그는 곧 이것이 자신의 진짜 신분이 아닐 수도 있다는 것을 깨닫는다.
본은 처음에 인질로 잡았지만 목숨을 구해준 후 동맹이자 연인이 된 캐나다 정부 경제학자 마리 세인트 자크와 팀을 이룬다. 함께 그들은 그림자 같은 살인자 네트워크를 피하고 트레드스톤 71이라는 신비한 회사와 관련된 본의 과거 단서를 찾아낸다. 본이 자신의 역사를 조각조각 맞춰나가면서, 그는 악명 높은 국제 테러리스트인 카를로스로 알려진 남자를 제거하도록 훈련받은 미국 정부 요원이었을 수도 있다는 것을 알게 된다.

## 출연
- 리처드 체임벌린 - 제이슨 본
- 재클린 스미스 - 마리 세인트자크
- 앤서니 퀘일 - 프랑수아 빌리에르 장군
- 도널드 모펏 - 데이비드 애벗
- 셰인 리머 - 알렉산더 콘클린
- 요르고 보야지스 - 카를로스
- 덴홈 엘리엇 - 제프리 워시번
- 피터 본 - 프리츠 케이니그
- 마이클 하벡 - 뚱뚱한 남자
- 볼프 칼러 - 황금 안경
- 필립 매덕 - 다르마쿠르
- 빌 월리스 - 체르나크

## 기타
- 공동제작: 마틴 래벳
- 협력프로듀서: 게일 스콧
- 미술: 피터 멀린스
- 의상: 바바라 레인
- 배역: 로즈 토비어스 쇼